# Nikola Kotkov
Nikola Todorov Kotkov (på bulgarsk: Никола Тодоров Котков) (født 9. december 1938, død 30. juni 1971) var en bulgarsk fodboldspiller (angriber).
Han spillede 26 kampe og scorede 12 mål for det bulgarske landshold, og deltog ved VM i 1966 i England. På klubplan spillede han det meste af sin karriere hos Lokomotiv Sofia i hjemlandet. Det blev også til et par sæsoner hos Levski Sofia. Han blev i 1964 kåret til Årets fodboldspiller i Bulgarien.
Kotkov blev den 30. juni 1971, i en alder af 32 år, dræbt i en bilulykke i hjembyen Sofia sammen med klub- og landsholdskollegaen Georgij Asparuhov.